# Eptatretus longipinnis
Eptatretus longipinnis is een soort uit de familie der slijmprikken (Myxinidae).